# Relations entre la Belgique et la Finlande
Les relations entre la Belgique et la Finlande sont les relations bilatérales de la Belgique et de la Finlande, deux États membres de l'Union européenne.

## Histoire

### Entre-deux guerres
La Finlande fut reconnue par la Belgique le 10 juin 1919 et dès le 9 juillet suivant des relations diplomatiques furent établies. Les relations diplomatiques étaient alors entretenues par des ambassadeurs non résidents, l'ambassadeur finlandais (avec rang de ministre) à Paris (mais depuis le 30 juillet 1920, un chargé d'affaires était compétent pour la Belgique et résidait à la Haye), l'ambassadeur belge à la Haye.

### Seconde Guerre mondiale
Le premier ambassadeur finlandais (avec rang de ministre) en Belgique arriva en 1938. Cependant l'invasion allemande entraîna la fermeture de l'ambassade.

### Après guerre
Les relations diplomatiques entre les deux pays furent rétablies en 1946.

## Sources

## Compléments